# Ščučje (město)
Ščučje (rusky Щучье) je město v Kurganské oblasti v Ruské federaci. Při sčítání lidu v roce 2010 mělo bezmála jedenáct tisíc obyvatel.

## Poloha a doprava
Ščučje leží východně od Uralu na jihozápadě Západosibiřské roviny. Od Kurganu, správního střediska oblasti, je vzdáleno 180 kilometrů západně.
Přes město prochází železniční trať z Čeljabinsku do Omsku a ze severu jej obchází dálnice R254 z Čeljabinsku do Novosibirsku.

## Dějiny
Vesnice u stejnojmenného jezera, které je pojmenované podle štik, zde vznikla v roce 1750. Od roku 1892 zde začíná výstavba Transsibiřské magistrály, na které zde vzniká železniční stanice Čumjak (Чумляк) pojmenovaná podle nedaleké říčky. V roce 1924 se obec stává správním střediskem svého rajónu a v roce 1945 získává status města.

## Pamětihodnosti
Přibližně patnáct kilometrů jihovýchodně se nalézá Hořké jezero Viktorija (озеро Горькое-Виктория – ozero Gorkoje-Viktorija) s vysokým obsahem síranů, chloridů, hořčíku a sodíku, které je balneologicky významné a je přírodní památkou.

## Hospodářství
U města měly Ruské ozbrojené síly významné skladiště chemických zbraní, kde bylo přes 5400 tun sarinu, soman a VX. v rámci Úmluvy o chemických zbraních byly postupně zlikvidovány, k čemuž v letech 2009–2015 fungovala u obce zvláštní provozovna. Na zničení zdejších chemických zbraní finančně přispěla kromě Spojených států amerických, Spojeného království a Švédského království také Česká republika.